# Hennadij Šapovalov
Hennadij Mykolajovič Šapovalov (ukrajinsky Геннадій Миколайович Шаповалов; * 1978) je brigádní generál ukrajinských pozemních sil, od 19. června 2025 vykonává funkci jejich velitele. Od 16. dubna 2024 do 4. února 2025 působil jako velitel operačního velitelství „Jih“.

## Životopis
Hennadij Šapovalov se narodil v roce 1978 v Kirovohradské oblasti.
V roce 2000 absolvoval Institut tankového vojska Charkovské státní polytechnické univerzity. V roce 2012 absolvoval Velitelský a štábní institut nasazení ozbrojených sil Univerzity národní obrany Ukrajiny a Národní univerzitu Ostrožské akademie se zaměřením na mezinárodní vztahy, veřejné komunikace a regionální studia (oba s vyznamenáním) a také United States Army War College.
Prošel všemi stupni vojenské služby, od velitele tankové čety až po velitele 59. samostatné motorizované pěší brigády pojmenované po Jakivu Handziukovi.
V roce 2022 byl vedoucím Hlavního odboru vojenské spolupráce ozbrojených sil Ukrajiny.
Dne 20. června 2023 se stal členem Komise pro koordinaci euroatlantické integrace Ukrajiny.
Dne 16. dubna 2024 byl Šapovalov jmenován velitelem sil operačního velitelství „Jih“.
Dne 4. února 2025 rezignoval na své velení poté, co byl prezidentem Volodymyrem Zelenským jmenován styčnou osobou v koordinačním středisku vojenské pomoci NATO pro Ukrajinu se sídlem v německém Wiesbadenu.